# Georg-Treu-Platz

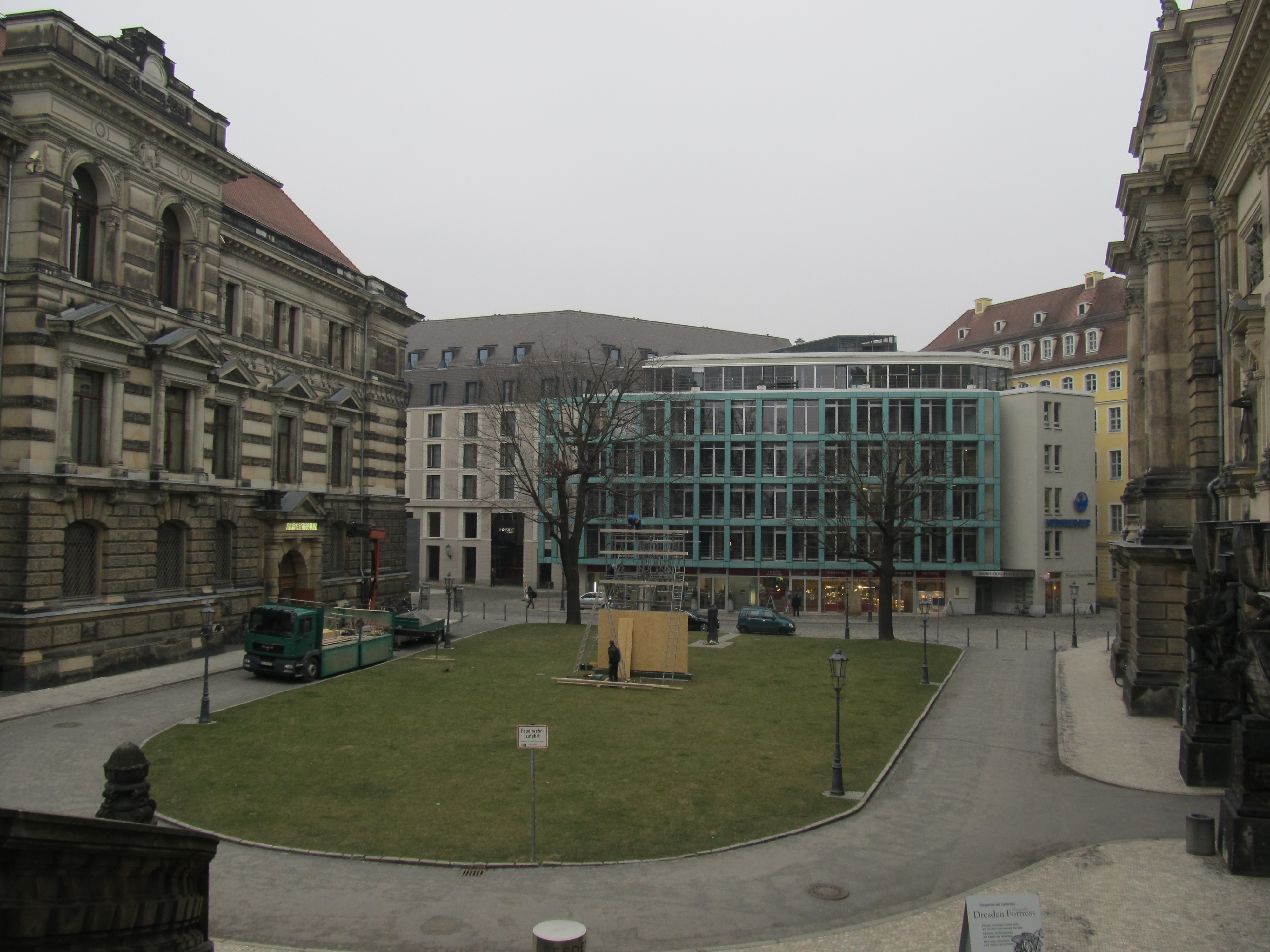
Georg-Treu-Platz, von der Brühlschen Terrasse gesehen, 2013

Der Georg-Treu-Platz ist ein Platz in Dresden. Er liegt im Nordosten der Inneren Altstadt im Stadtzentrum der sächsischen Landeshauptstadt. Der Platz wurde nach dem Archäologen Georg Treu benannt.

## Lage

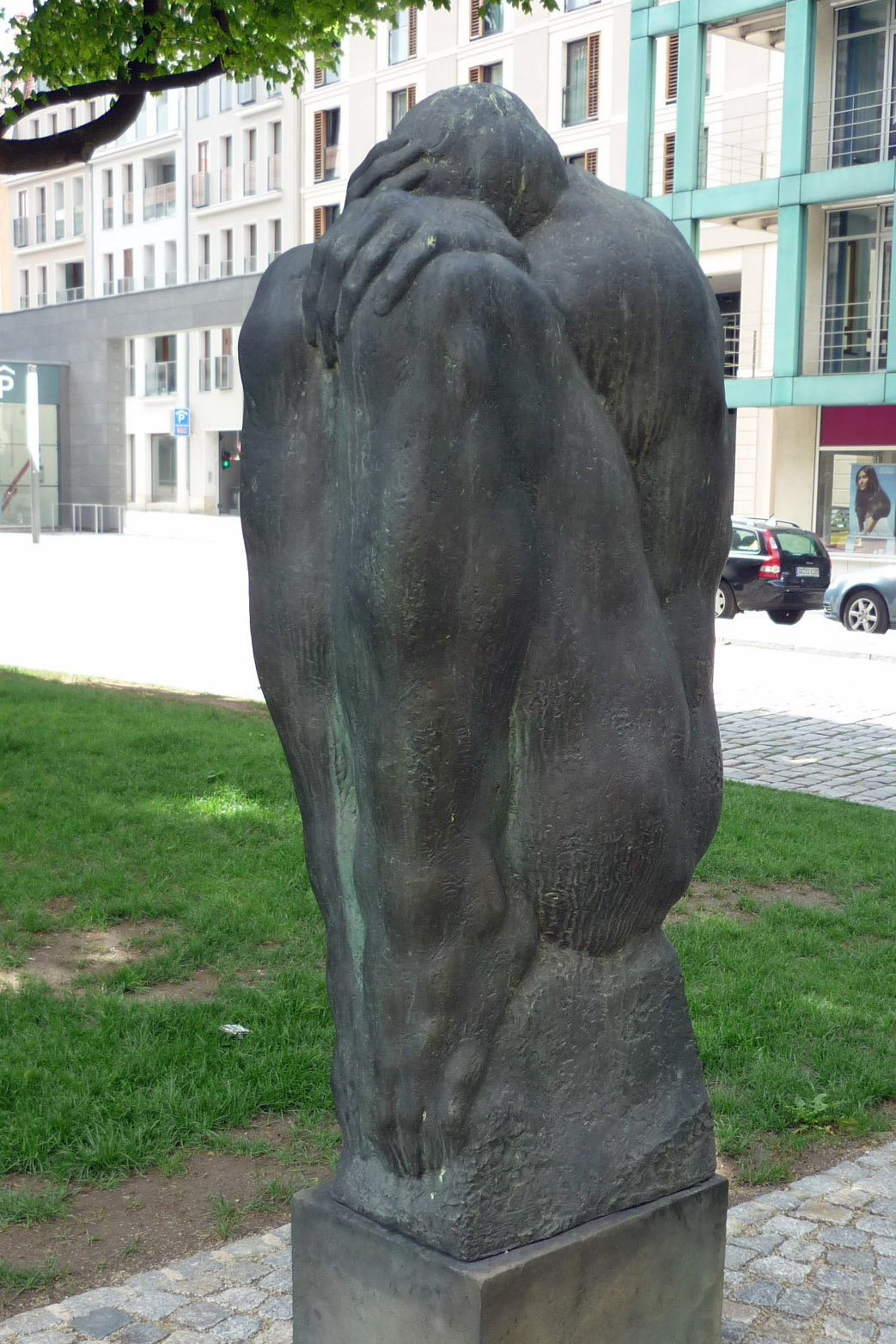
Wieland Förster: Großer trauernder Mann

Der Platz liegt in der Gemarkung Altstadt I im historischen Stadtkern und gehört somit zum statistischen Stadtteil Innere Altstadt im Stadtbezirk Altstadt. Er erstreckt sich auf der 0,3 Hektar großen Grundfläche eines unregelmäßigen Vierecks – näherungsweise in Trapezform – von der ihn tangierenden Salzgasse im Süden und dem im Westen benachbarten Platz An der Frauenkirche bis zur Brühlschen Terrasse im Nordosten. Der Georg-Treu-Platz erfüllt eine Verbindungsfunktion zwischen dem Neumarkt-Areal und der Brühlschen Terrasse.

## Gestaltung
Zentrum des Platzes, der sich im Eigentum des Freistaats Sachsen befindet, ist eine etwa 20 × 40 Meter große Rasenfläche, an deren südwestlichem Ende zwei Bäume stehen. Zwischen diesen steht, erreichbar über einen kleinen granitgepflasterten Weg, Wieland Försters Skulptur Großer trauernder Mann, eine sitzende, zusammengekauerte und ihren Kopf verbergende Bronzefigur mit der Inschrift „Dresden mahnt“. Um die Grünfläche herum verläuft ein Fußweg; aus Richtung Tzschirnerplatz führt über den Südwesten des Platzes zudem eine Fahrstraße in Richtung An der Frauenkirche. Auf dem Platz finden sich mehrere Straßenlaternen in historischer Ausführung. Ein wesentliches Gestaltungselement dieses städtischen Schmuckplatzes ist die prachtvolle Freitreppe zur Brühlschen Terrasse. Zunächst verläuft ein achtstufiger Treppenlauf hinauf zu einem Treppenabsatz. Dort teilt sich die Treppe und führt doppelläufig in zwei Viertelkreisen mit jeweils 26 Stufen weiter nach oben. Dabei fasst sie symmetrisch die Fläche ein, auf der das Gottfried-Semper-Denkmal steht, das dem Georg-Treu-Platz allerdings den Rücken zukehrt. Der Platz mit seiner Bepflanzung und der Treppenanlage stehen als Teil der Sachgesamtheit Brühlsche Terrasse unter Denkmalschutz, vgl. Liste der denkmalpflegerischen Sachgesamtheiten in Dresden #Parks und Plätze.

## Bebauung

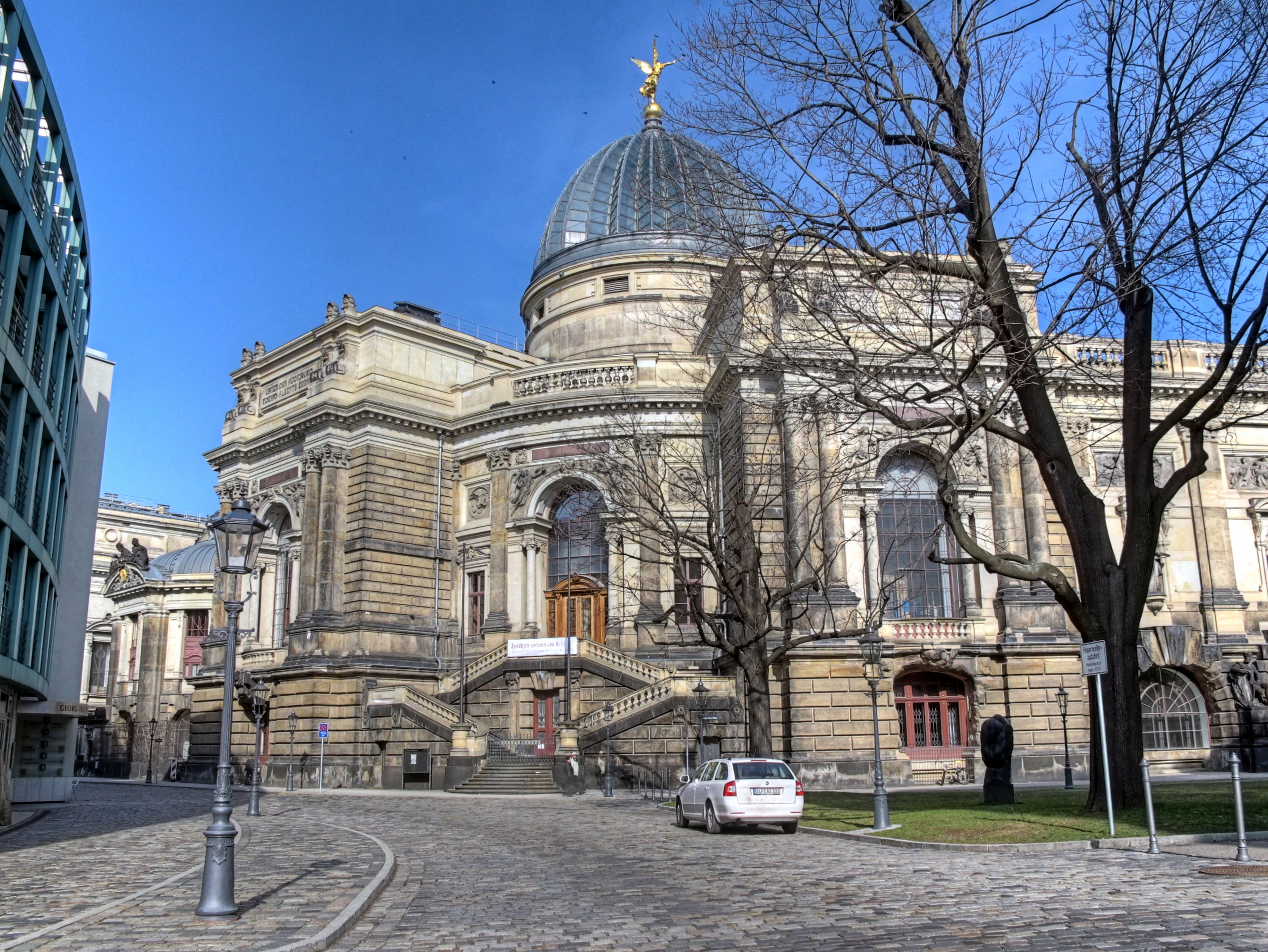
Blick über den Georg-Treu-Platz nach Nordwesten auf die Zitronenpresse der Kunstakademie, am linken Bildrand das Palais am Georg-Treu-Platz, 2011

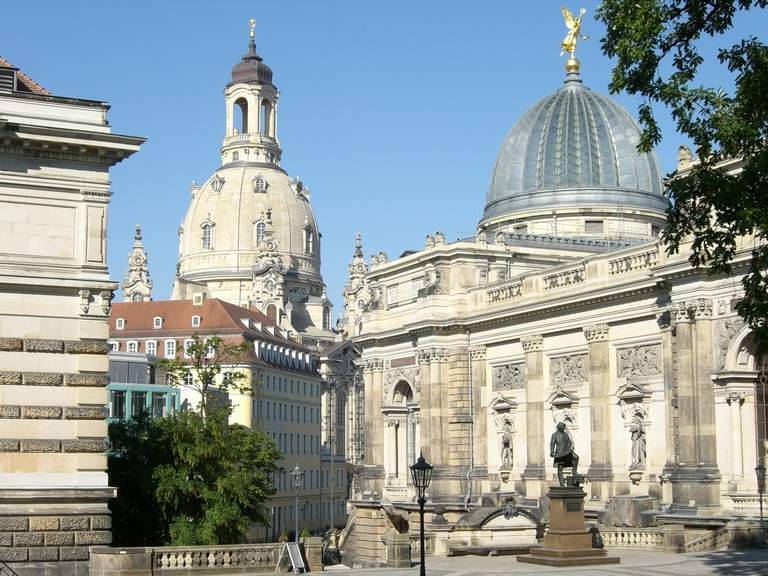
Blick von der Brühlschen Terrasse vorbei am Gottfried-Semper-Denkmal über den Georg-Treu-Platz: links eine Ecke des Albertinums, daneben das Geschäfts- und Bürohaus Palais am Georg-Treu-Platz (vom Baum verdeckt, türkisfarbene Fassade), rechts davon das Coselpalais (Mansard-Walmdach, gelbe Fassade), darüber die Kuppel der Frauenkirche; rechte Bildhälfte: Kunsthallen- und Oktogon-Trakt der Kunstakademie mit Zitronenpresse, 2006

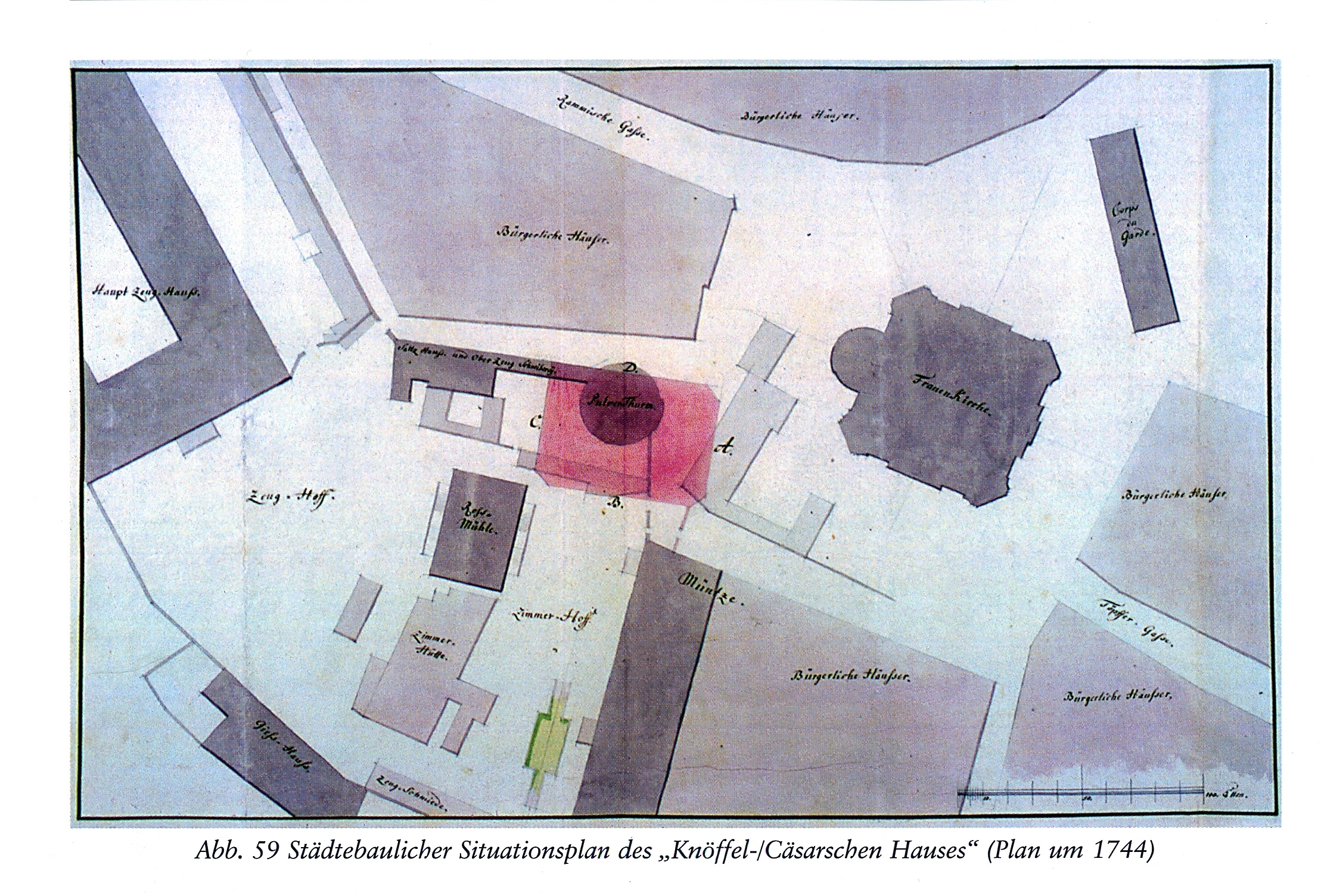
Zeug-Hoff (unten links, gesüdete Karte) um 1744; rot der Bauplatz des Cäsar- und Knöffelschen Hauses

Den Georg-Treu-Platz fassen vier Bauwerke ein: im Südwesten das Palais am Georg-Treu-Platz, im Südosten das Albertinum, im Nordosten die Brühlsche Terrasse und im Nordwesten die Kunstakademie, exakter: das Ausstellungsgebäude bzw. der Kunsthallenflügel des Lipsius-Baus. Ersteres ist ein relativ junges Büro- und Geschäftshaus, die drei anderen Bauwerke stehen unter Denkmalschutz (vgl. Liste der Kulturdenkmale in der Inneren Altstadt).
Das Palais am Georg-Treu-Platz, auch als Neues Palais bezeichnet, hat die Hausnummer 3 und entstand 1998 bis 2000 im Zusammenhang mit der Rekonstruktion des ihm unmittelbar benachbarten, spätbarocken Coselpalais, das bei den Luftangriffen auf Dresden im Februar 1945 zerstört worden war. Die Fassade des im Grundriss einer leichten Rundung folgenden Gebäudes zum Georg-Treu-Platz hin wurde mit einer auffälligen, türkisfarbenen Struktur aus einem Quadratmuster versehen. Nach einem Einwand von Denkmalpflegern fiel das Gebäude um ein Stockwerk niedriger aus als zunächst geplant.
Das Albertinum geht auf einen Renaissancebau des 16. Jahrhunderts zurück, der nach Plänen von Adolph Canzler bis 1889 für die Dresdner Skulpturensammlung zum Museumsgebäude umgestaltet wurde. Das Bauwerk erhielt nach dem Umbau seinen Namen zu Ehren des damals regierenden Königs Albert von Sachsen und ist seit 1965 zudem Sitz der Galerie Neue Meister der Staatlichen Kunstsammlungen Dresden. Am Georg-Treu-Platz liegt seit dem Abschluss der Sanierung des Albertinums 2010 einer der beiden Haupteingänge des Gebäudes.
Die Brühlsche Terrasse ist ein Rest der im 16. Jahrhundert errichteten Dresdner Befestigungsanlagen am Terrassenufer. Im 18. Jahrhundert entstanden an bzw. auf ihr im Auftrag ihres Namensgebers Heinrich von Brühl die Brühlschen Herrlichkeiten, barocke Prachtbauten, die Ende des 19. Jahrhunderts anderen Bauten weichen mussten. Heute ist die Brühlsche Terrasse Standort eines denkmalgeschützten Gebäudeensembles sowie der Reste des Brühlschen Gartens. In ihrem Inneren, im Bereich der Jungfernbastei, liegt das Museum Festung Dresden, dessen Eingang sich unter dem linken Treppenlauf am Georg-Treu-Platz befindet. In dem Museum ist unter anderem das Ziegeltor, Dresdens einziges erhaltenes Stadttor, zu sehen.
Die Kunstakademie wurde nach Plänen von Constantin Lipsius von 1887 bis 1894 hauptsächlich für den gleichnamigen Vorgänger der Hochschule für Bildende Künste Dresden errichtet, die noch heute ihren Sitz in dem mit üppigem Fassadenschmuck versehenen Bau hat. Daneben dient ein kleinerer Teil des Lipsius-Baus, wie der Komplex nach seinem Architekten offiziell heißt, als Ausstellungsfläche. Dieser Bereich – die Kunsthalle im Lipsius-Bau und jener Flügel, den die umgangssprachlich Zitronenpresse genannte Glaskuppel bekrönt, – grenzt unmittelbar an den Georg-Treu-Platz an.

## Geschichte

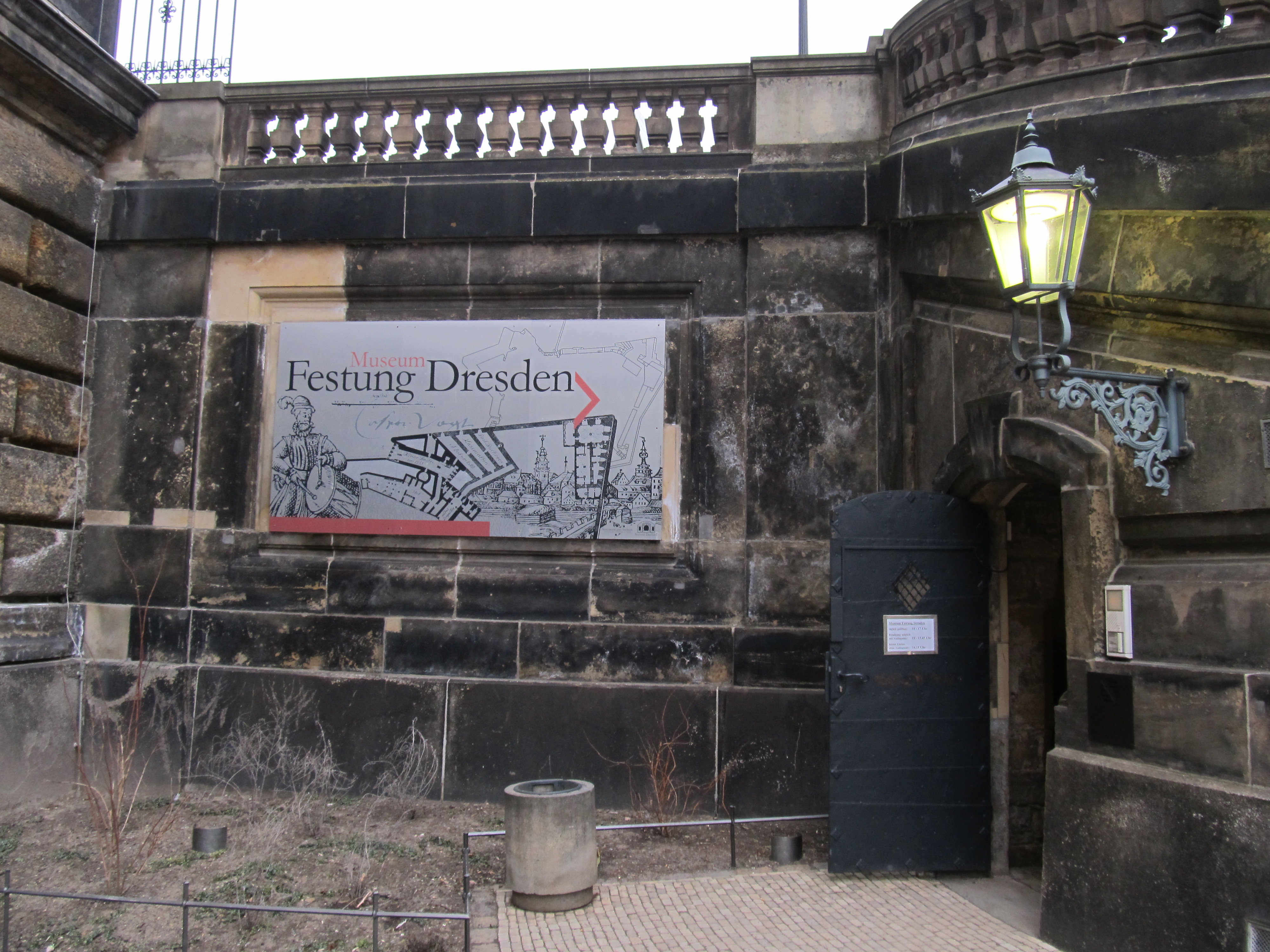
Eingang ins Museum Festung Dresden unter dem linken Treppenlauf am Georg-Treu-Platz, 2013

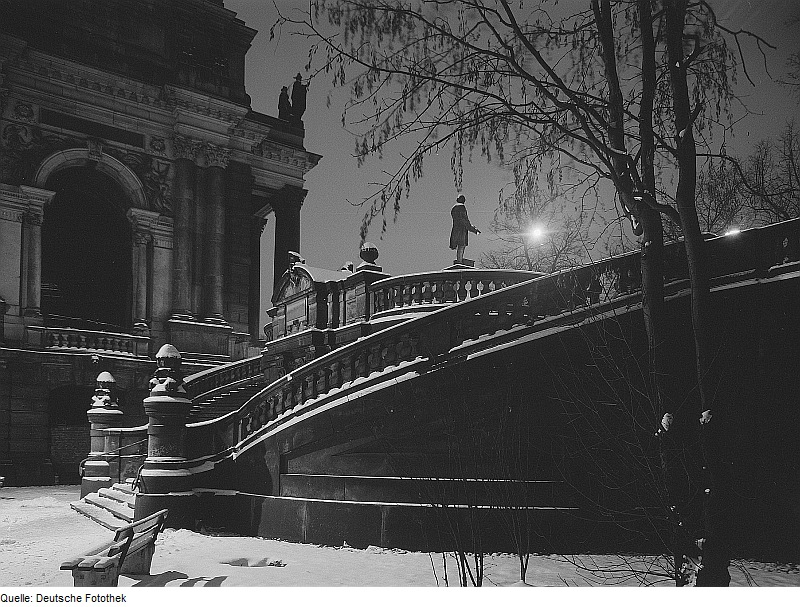
Freitreppe am Georg-Treu-Platz zur Brühlschen Terrasse, vor 1977

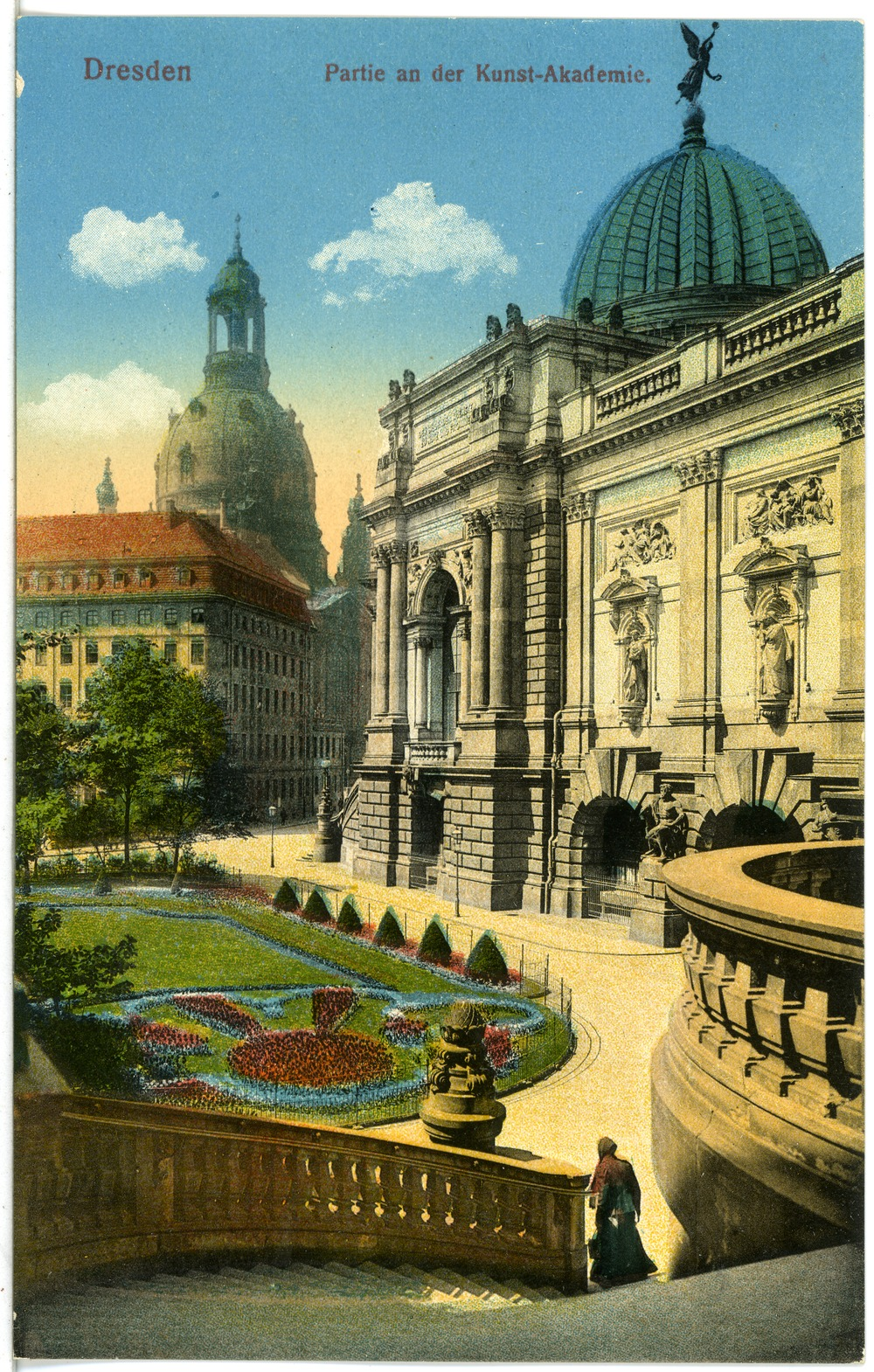
Blick über den Georg-Treu-Platz zur Frauenkirche, 1915, koloriert

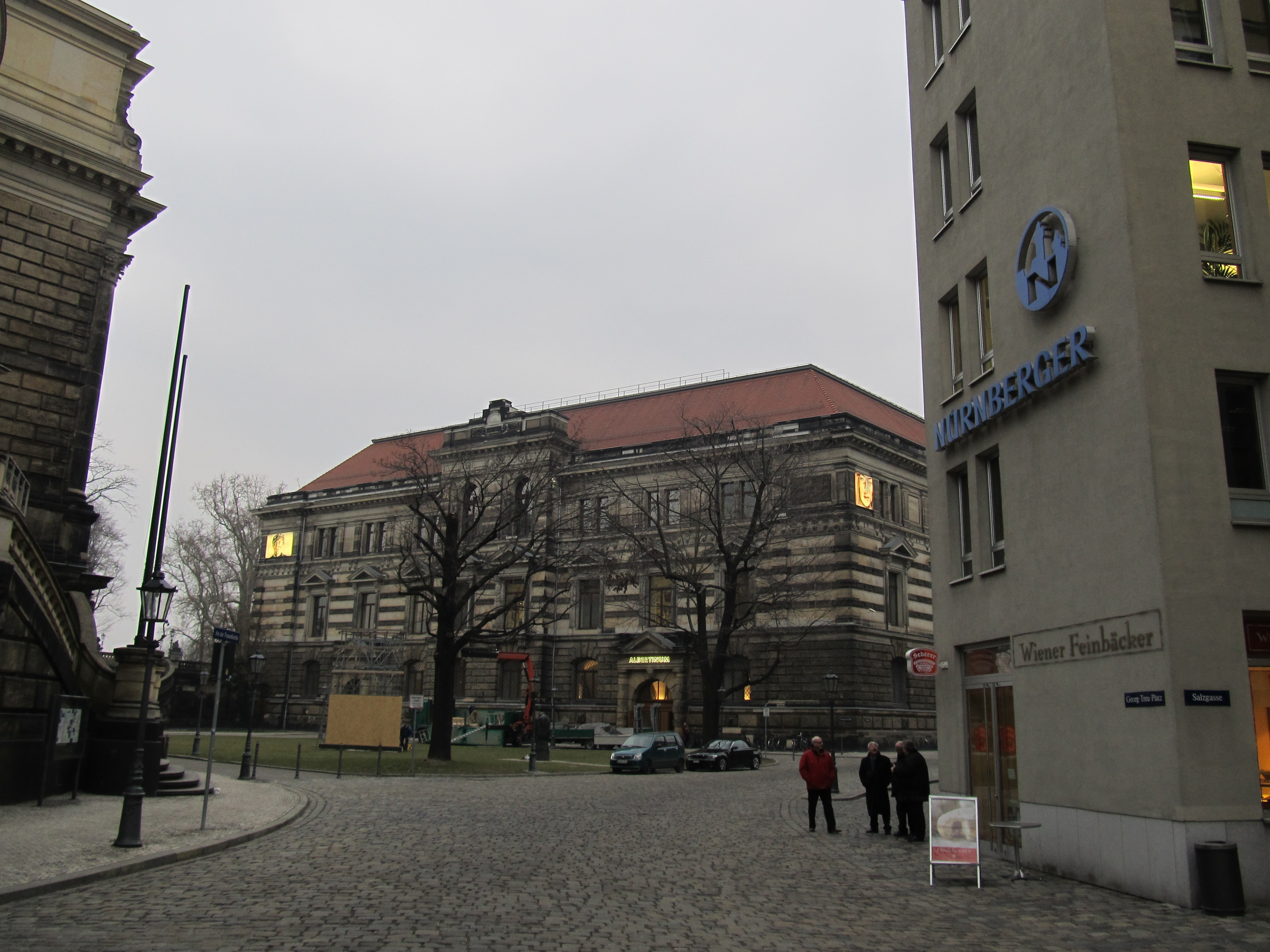
Blick über den Georg-Treu-Platz zum Albertinum, 2013

Der Nordosten der Inneren Altstadt war bis ins 19. Jahrhundert ein für die Öffentlichkeit unzugängliches ummauertes Sperrgebiet. Hier befanden sich unter anderem die streng gesicherte Münzstätte Dresden und das Dresdner Zeughaus. Mitte des 18. Jahrhunderts wurde der Bereich des späteren Georg-Treu-Platzes als (kurfürstlicher) Zeug-Hoff bezeichnet. Ihn umgaben im Südosten das Zeughaus, im Süden das Hauptsalzhaus mit den Salzböden als zentrales Salzlager des gesamten Kurfürstentums, im Norden die Zeug-Schmiede und die auch als Gießhaus bezeichnete Stückgießerei zur Herstellung von Geschützen sowie im Westen die Zimmerhütte und die Roßmühle, eine per Pferdegöpel angetriebene Mahlmühle zur Versorgung der Garnison mit Mehl.
Hinter der Zimmerhütte, in Richtung Münze, lag der heute von der Kunstakademie überbaute Zimmerhof, benannt nach den ihn umgebenden Werkstätten zur Fertigung und Reparatur militärischer Ausrüstung und deren Zubehör. Unweit südwestlich entstand in der Mitte des 18. Jahrhunderts noch das Cäsar- und Knöffelsche Haus anstelle des zuvor abgebrochenen Pulverturms.
In einem detaillierten Stadtplan aus den 1860er Jahren ist dieser gesamte Bereich als Zeughaus-Hof ausgewiesen. Das Areal diente demnach auch nach der Mitte des 19. Jahrhunderts vorerst weiter militärischen Zwecken. Die Brühlsche Terrasse hingegen, an der unter anderem das Café Reale stand, war bereits 1814 öffentlich zugänglich gemacht worden. Mitte der 1880er Jahre änderte sich das Bild in diesem Teil der Innenstadt. Das Zeughaus wurde zum Museum Albertinum umgebaut, die Münze wurde 1887 abgerissen und an ihrem Platz die Kunstakademie gebaut.
Zwischen Albertinum und Kunstakademie blieb ein urbaner Freiraum zurück, der noch zur Bauzeit der Kunstakademie gestaltet wurde. So entstand 1890 nach Plänen von Constantin Lipsius auch die Freitreppe zur Brühlschen Terrasse, an deren oberem Ende zwei Jahre später Johannes Schillings Semper-Denkmal aufgestellt wurde. Der zunächst jahrzehntelang offiziell unbezeichnete Platz erhielt schließlich seinen heutigen Namen im Andenken an den Klassischen Archäologen Georg Treu (1843–1921). Treu weist einen Bezug zu beiden alten Nachbargebäuden des nach ihm benannten Platzes auf: Von 1882 bis 1915 leitete er die Skulpturensammlung im Albertinum, zugleich wirkte er als Professor an der Dresdner Kunstakademie.
Die ab 1979 konzipierte Skulptur Großer trauernder Mann von Wieland Förster wurde am 6. Februar 1985 im Zuge einer Ausstellung über das zerstörte Dresden anlässlich des 40. Jahrestags der Luftangriffe auf die Stadt auf dem Georg-Treu-Platz aufgestellt. Sie erinnert an das Leid der Opfer der Luftangriffe und erhielt diesen Standort ganz bewusst: Über die Freitreppe am Georg-Treu-Platz leitete Kirchenoberinspektor Hermann Weinert in der Nacht vom 13. zum 14. Februar 1945 die Überlebenden eines Angriffs aus den Katakomben der Frauenkirche durch die brennende Altstadt hindurch ins Freie.
Nach der Wende diente der Georg-Treu-Platz über ein Jahrzehnt lang als Raum für Baustelleneinrichtung – zunächst für die Sanierungsarbeiten an der Kunstakademie, anschließend am Albertinum. Zu diesem Zweck wurde die Grünfläche vorübergehend asphaltiert und als Parkplatz genutzt. Wegen der Bauarbeiten an den Nachbargebäuden wurde 1992 auch Försters Skulptur entfernt, drei Jahre danach vorm Westflügel des Residenzschlosses platziert und später an den Zwinger versetzt.
Bei der Sanierung der Brühlschen Terrasse Ende der 1990er Jahre erneuerte man auch die Freitreppe am Georg-Treu-Platz. Der Platz selbst wurde erst 2010 neugestaltet, als die Arbeiten am Albertinum zum Abschluss kamen und dessen neuer Eingang am Georg-Treu-Platz eingerichtet wurde. Seit Juni 2010 steht auch Försters Skulptur nach einer öffentlichen Kontroverse wieder an ihrem ursprünglichen Standort auf dem Georg-Treu-Platz.